# 녹동항
녹동항(鹿洞港, Nokdong Fishing Port)은 전라남도 고흥군 도양읍 봉암리에 있는 어항이다. 1971년 12월 21일 국가어항으로 지정되었으며, 관리청은 해양수산부 서해어업관리단, 시설관리자는 고흥군수이다.

## 연혁
- 봉암리는 녹동항의 중심마을로 당초에 벼농사로 마을을 이룩했다는 뜻에서 들평(坪)자와 벼화(禾)자를 합쳐 '평화(坪禾)'라 불렸다.[1]
- 1984년 기본시설 계획을 수립한 후 1994년 기본 시설을 완공했으며 1995년 정비계획을 수립했다.[2]

## 어항구역
본 항의 어항구역은 다음과 같다.
- 수역[3]
  - 소록도 동측 돌출부에서 정동으로 250m 점(해상)에서 정북 육지부를 연결하고 소록도 산 정상에서 정서로 650m 점(해상)과 이점에서 직각으로 육지부를 각각 연결하는 선을 따라 형성된 공유수면
- 육역[4]
  - 전라남도 고흥군 도양읍 봉암리 2203-1 외 19필지(상세내역은 생략)

## 개발 계획
- 2009년 9월 14일 본 항에 대한 어항정비계획이 고시되었다.[5] 정비계획 물량은 다음과 같다.
  - 북방파제 정비 1식, 도류제 50m, 돌제 150m, 물양장 77m(보강 1식), 선양장 30m, 친수공원 1식, 연결교량 90m, 조경 1식, 전기/급배수 1식, 준설 및 매립 1식
- 2010년 9월 30일 농림수산식품부 서해어업지도사무소는 녹동항 일원에 총 사업비 436억원을 들여 2014년까지 외곽시설 500m, 접안 시설 380m를 신설 또는 보강하고 친수호안 314m와 연결교량 90m를 건설하여 해양 관광, 수산유통 등 복합적인 기능을 수행하는 다기능 어항으로 개발한다.[6]

## 주요 어종
- 낙지, 장어, 감성돔, 김, 미역, 다시마, 멸치[7]

## 주변 관광
- 녹동항은 인근의 섬 지역을 연결하는 거점임과 동시에 각 섬에서 생산되는 활어, 선어, 김, 미역, 멸치 등 해산물의 집산지 역할을 하고 있다. 고흥반도를 가로질러 녹동항 부둣가에 서면 600m 전방에 작은 사슴처럼 아름다운 섬 소록도가 한눈에 들어온다. 한센병 환자를 위한 국립소록도병원이 있는 섬이며, 깨끗한 자연환경과 해안절경, 역사적 기념물 등으로 고흥군의 새로운 관광명소로 떠오르고 있다.[8]